# Фархат, Эдмон
Эдмонд Фархат (фр. Edmond Farhat; 20 мая 1933, Айн Кфаа, Ливан — 17 декабря 2016, Рим, Италия) — ливанский маронитский прелат и ватиканский дипломат. Титулярный архиепископ Библа с 26 августа 1989 по 17 декабря 2016. Апостольский про-нунций в Алжире и Тунисе и апостольский делегат в Ливии с 26 августа 1989 по 26 июля 1995. Апостольский нунций в Словении и Македонии с 26 июля 1995 по 11 декабря 2001. Апостольский нунций в Турции и Туркмении с 11 декабря 2001 по 26 июля 2005. Апостольский нунций в Австрии с 26 июля 2005 по 14 января 2009.